# استان اودومشای
استان اودومشای (به لاتین: Oudomxay Province) یک استان در لائوس است که در شمال غرب این کشور واقع شده‌است.

## خصوصیات
استان اودومشای ۱۵٬۳۷۰ کیلومترمربع مساحت و ۲۶۵٬۱۲۸ نفر جمعیت دارد.